# Lonchocarpus andrieuxii
Lonchocarpus andrieuxii là một loài thực vật có hoa trong họ Đậu. Loài này được M. Sousa miêu tả khoa học đầu tiên năm 1992.